# Jana Fischer
Jana Fischer (* 8. Mai 1999 in Titisee-Neustadt) ist eine deutsche Snowboarderin. Sie ist auf die Disziplin Snowboardcross spezialisiert.

## Werdegang
Fischer nahm an den Olympischen Jugend-Winterspielen 2016 in Lillehammer teil, sie belegte den sechsten Platz. Im Teamwettbewerb Ski/Snowboardcross gewann sie zusammen mit Sebastian Pietrzykowski und den beiden Skicrossern Celia Funkler und Cornel Renn die Goldmedaille. Im Februar 2017 startete sie am Feldberg erstmals im Weltcup und belegte dabei die Plätze 25 und 21. Bei den Snowboard-Juniorenweltmeisterschaften 2017 in Klínovec gewann sie die Silbermedaille. Im folgenden Jahr nahm Fischer an den Olympischen Winterspielen in Pyeongchang teil, sie schied im Viertelfinale aus und belegte den 16. Rang. Bei den Snowboard-Weltmeisterschaften 2019 in Park City fuhr sie auf den 17. Platz im Einzel und auf den elften Rang im Teamwettbewerb. Anfang April 2019 gewann sie bei den Juniorenweltmeisterschaften an der Reiteralm die Goldmedaille im Einzel.
Im Februar 2021 belegte Fischer im schwedischen Idre Fjäll als beste deutsche Starterin den 16. Rang bei der  Weltmeisterschaft Snowboardcross. Bei den Olympischen Winterspielen 2022 in Peking kam sie auf den 27. Platz im Einzel und auf den fünften Rang im Teamwettbewerb.

## Teilnahmen an Weltmeisterschaften und Olympischen Winterspielen

### Olympische Winterspiele
- 2018 Pyeongchang: 16. Platz Snowboardcross
- 2022 Peking: 5. Platz Snowboardcross Team, 27. Platz Snowboardcross

### Snowboard-Weltmeisterschaften
- 2019 Park City: 11. Platz Snowboardcross Team, 17. Platz Snowboardcross
- 2021 Idre: 16. Platz Snowboardcross
- 2023 Bakuriani: 6. Platz Snowboardcross, 9. Platz Snowboardcross Team
- 2025 Engadin: 7. Platz Snowboardcross Team, 17. Platz Snowboardcross

## Weltcup-Gesamtplatzierungen
| Saison  | Snowboardcross | Snowboardcross |
| Saison  | Punkte         | Platz          |
| ------- | -------------- | -------------- |
| 2016/17 | 160            | 34.            |
| 2017/18 | 1030           | 24.            |
| 2018/19 | 410            | 22.            |
| 2020/21 | 26             | 28.            |
| 2021/22 | 72             | 22.            |
| 2022/23 | 222            | 10.            |
| 2023/24 | 286            | 11.            |
| 2024/25 | 206            | 13.            |